# ساندي كارتر
ساندي كارتر (بالإنجليزية: Sandy Carter) هي سيدة أعمال أمريكية. كانت المدير العام في شركة أي بي إم في الفترة من 2013 حتى 2016. وفي أبريل 2017 أصبحت نائب رئيس شركة أمازون. ولها كتب مثل كتاب «اللغة الجديدة في إدارة الأعمال» SOA & WEB 2.0.

## حياتها المبكرة وتعليمها
تحمل ساندي كارتر درجة البكالوريوس في علوم الرياضيات وعلوم الحاسب الآلي من جامعة ديوك وماجستير في إدارة الأعمال (إدارة التكنولوجيا والتسويق) من جامعة هارفارد للأعمال، وتجيد ثمانية لغات برمجة .